# Piaggio P.108

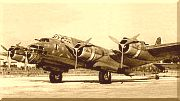
P-108

P-108是義大利在第二次世界大戰中開發的四引擎對地攻擊機，是早期 Piaggio P.50 的延續，原型機於1939年底試飛。此機種為二戰期間唯一在義大利服役的四引擎戰略轟炸機。

## 武裝
- 1 x 102 mm 102/35 mod 14 加農炮，安裝於機頭(P.108 A配備)
- 2 x 12.7 mm 布瑞達SAFAT 機槍，2 x 機翼砲塔
- 1 x 12.7 mm 布瑞達SAFAT 機槍，安裝於腹側砲塔
- 1 x 7.7 mm 布瑞達SAFAT 機槍，2 x 機背砲塔
- 1 x 12.7 mm 布瑞達SAFAT 機槍，安裝yu機頭砲塔(P.108 B 配備)
- 可掛載 (P.108 B 配備)：

1. 34 x 50 kg GP 50 炸彈
2. 34 x 100 公斤 GP 100 炸彈
3. 2 x F200/450 魚雷
4. 3 x F200/450 魚雷
5. 7 x 250 公斤 GP 250 炸彈
6. 7 x 500 公斤 GP 500 炸彈

## 性能
- 最高速度: 每小時444公里
- 最大飛行高度: 7500公尺(海平面)
- 起飛距離: 750公尺
- 爬升率: 每秒7.7公尺

## 設計與開發
P.108 的設計在意大利航空史上是獨一無二的，因為它是義大利在二戰期間唯一使用的四引擎戰略轟炸機。
這架飛機的設計者是喬瓦尼·卡西拉吉（Giovanni Casiraghi），他是一位經驗豐富的工程師，曾於 1927 年至 1936 年在美國工作。根據他的經驗，他設計了一架全新的飛機。P.108 是一種全金屬低翼轟炸機，帶有可伸縮的起落架。在 1939 年空軍部的正式要求期間，它贏得了義大利政府的合同，因為很明顯其他競爭對手無法向意大利皇家航空公司提供有用數量的飛機。
第一架原型 P.108B 於 1939 年 11 月 24 日首飛。它在一系列測試中表現非常出色，只需要在少數小區域進行改進，但飛行員需要一段時間才能適應新飛機。P.108 於 1941 年交付給一個單位，即第 274 中隊。但發生了幾起事故，其中一個涉及意大利獨裁者貝尼托·墨索里尼的兒子。1941 年 8 月 7 日，274 中隊指揮官布魯諾·墨索里尼駕駛 P.108 轟炸機的原型機之一时，因飛得太低，撞到了一栋房子，导致駕駛艙部分與飛機的其餘部分分開。雖然飛機沒有起火，但它在撞擊中完全被摧毀。指揮官布魯諾·墨索里尼因傷勢過重而死亡。
到 1941 年底，P.108B 僅完成了 391 個飛行小時。儘管如此，新型轟炸機還是顯示出了很大的希望。
P.108B 的發動機設計得比 B-17 的發動機更強大，而且它的大部分防禦砲塔都是遙控的。
第二個系列，命名為 P.108B II，是一個修改後的子類別，去掉了機頭砲塔。雖然這降低了對正面攻擊的防禦，但飛機主要在夜間運行。由於重量減輕和更符合空氣動力學的機頭，速度增加了 10 公里/小時（6 英里/小時）。

## 技術細節
P.108 是一種全金屬四引擎轟炸機，有 8 名機組人員。它具有由 Giovanni Casiraghi 設計的非常堅固的現代結構（具有 6g 的容差），並且幾乎完全由硬鋁製成。
P.108 设有兩人駕駛艙，機身中部和機頭有五到六名機組人員；與早期的 B-17 飛行堡壘一樣，P.108 沒有尾砲塔。最顯著的特徵是機頭，為投彈手/炸彈瞄準者設計了一個單獨的結構，前砲塔位於其上方；類似於惠靈頓遠程轟炸機的鼻子，下部從其餘部分突出。P.108 的機尾更大，因為需要穩定重型、強大的飛機（30,000 公斤/66,000 磅，起飛時高達 4,500 千瓦/6,000 馬力，比早期的 B-17 重約 20%）。